# 平背麝香龜
平背麝香龜（英語：Flattened musk turtle，學名：Sternotherus depressus）是小麝香龜屬下的一種龜，原産於美國。

## 分佈
平背麝香龜發現於阿拉巴馬州北部。

## 描述
平背麝香龜是一種小型龜，背殼長約7.5—10.0（3.0—3.9英寸），有記錄的最大者為11.4（4.5英寸）。正如其常用名和種加詞所述，其背殼比小麝香龜屬的其他物種都要扁平。

## 擴展閱讀
- Tinkle, D.W., and R.G. Webb. 1955. A New Species of Sternotherus with a Discussion of the Sternotherus carinatus Complex. Tulane Studies in Zoology 3 (3): 53-67.

## 外部連結
- Tortoise & Freshwater Turtle Specialist Group 1996.  Sternotherus depressus （页面存档备份，存于）.   2006 IUCN Red List of Threatened Species.  （页面存档备份，存于）  Downloaded on 29 July 2007.